# Прекрасное время
«Прекрасное время» (англ. Nice Time) — короткометражный документальный фильм режиссёров Алена Таннера и Клода Горетты, снятый в 1957 году и вошедший в программу третьего смотра работ движения «Свободное кино».

## Сюжет
Фильм рассказывает о субботнем вечере на площади Пикадилли в Лондоне. Показаны разнообразные развлечения, которым предаются люди: гуляют, заводят знакомства, посещают кинотеатры, выбирают товары на лотках, останавливаются у игральных автоматов и так далее. К ночи площадь пустеет.

## О фильме
В сентябре 1956 года два молодых швейцарца Ален Таннер и Клод Горетта подали заявку в Фонд экспериментального кино при Британском киноинституте на съёмку фильма о субботнем вечере на площади Пикадилли; было выделено 240 фунтов. Они вдохновлялись творчеством Жана Виго, а также предыдущими картинами представителей «Свободного кино». В работе участвовало лишь три человека — два режиссёра и Джон Флетчер, отвечавший за техническую сторону; съёмки заняли 25 субботних ночей, после чего понадобилось ещё четыре месяца на завершение монтажа. Отдельную трудность представлял саундтрек, который записывался отдельно и сложным образом связан с изображением; закадровый комментарий полностью отсутствует, звучит несколько популярных песен в стиле скиффл. По своему подходу к монтажу и звуку «Прекрасное время» особенно напоминает ленты «По поводу Ниццы» Виго и «О, Дримлэнд» Линдсея Андерсона.